# Tollkühnheit
Tollkühnheit bezeichnet eine Charaktereigenschaft, die zum Eingehen außergewöhnlicher, höchster Risiken befähigt. Es kann sich dabei um eine krankhaft übersteigerte, vernunftwidrige Tat handeln, die das Maß des rational Sinnvollen und Nützlichen sprengt. Sie kann aber auch im positiven Sinne die Bereitschaft zur Bewältigung einer hoch gefährlichen Aufgabe, etwa einer extrem schwierigen Hilfeleistung in einer Notsituation, darstellen.

## Wortbedeutung
Das Kompositum Tollkühnheit setzt sich aus den Wortanteilen „Toll“ (<ahd / mhd tol, ags. dol = einfältig, anmaßend < got. dwals = töricht, griech. tholeros = verwirrt, verrückt, wahnsinnig) und „Kühnheit“ (von ahd kuoni, mhd küene = wagemutig, beherzt) zusammen. Mit dem Wortanteil „Toll“ ergibt sich dabei eine Wortverbindung, die ein Übermaß des als normal Angesehenen kennzeichnen soll, das ursprünglich negativ konnotiert war. Wahrig führt dazu eine Reihe paralleler umgangssprachlicher Redewendungen auf, die die figurative Bandbreite der heutigen Bedeutungen zeigen. Sie etikettieren jeweils ein außerhalb der Normalität liegendes Phänomen wie: eine tolldreiste (= verrückte) Tat, eine tolle (= hoch attraktive) Frau, ein tolles (= ganz außergewöhnliches) Buch, ein toller (= sehr sympathischer) Bursche, eine tolle (= aufregende) Party, ein toller (= unerträglicher) Lärm, ein toller (= exzellenter) Einfall etc. Die Bedeutungsvielfalt kennzeichnet auch die Einschätzung der Tollkühnheit von abwertenden Etikettierungen wie „total verrückt“, „krankhaft“, „unvernünftig“ über neutrale Kennzeichnungen wie „außergewöhnlich“, „enorm“, „verwegen“  bis zu bewundernden Aussagen wie „großartig“, „phantastisch“, „unglaublich“, „heldenhaft“, „exzellent“. Die jeweils gewählte sprachliche Ausdrucksform deutet bereits auf die unterschiedlichen Bewertungen mit der Tollkühnheit verbundener Aktionen hin.

## Motivation
Die Bereitschaft zu tollkühnen Aktionen erwächst aus sehr unterschiedlichen Voraussetzungen, Situationen und Motiven: Nach Auffassung des Psychoanalytikers Michael Balint hat sie eine anlagebedingte Grundlage, die er philobatisch nennt. Das Naturell des Philobaten tendiert zu extrem wagnisbereitem Handeln. Im Gegensatz zu seinem Gegentypus, dem Oknophilen, sind seine Bestrebungen auf Erfolg ausgerichtet und die Erwartungen des Gelingens stärker ausgeprägt als die Furcht vor dem Misserfolg und dessen Folgen. Die Handlungen des Philobaten geschehen nach Balint eher trieb- als vernunftgesteuert. Er stuft sie wie die des Gegentypus als krankhaft ein. Für den Wagnisforscher Siegbert A. Warwitz basieren die Wahl der Aktionen und deren Sinngebung zusätzlich zu der förderlichen Charaktereigenschaft auf bestimmten persönlichen Wertvorstellungen. Diese können in sehr unterschiedlichem Maße von Reflexion geleitet und von Verantwortungsbewusstsein getragen sein, aber auch nur aus Geltungssucht und spontanem Übermut erwachsen, wie etwa beim sogenannten Balconing. Der Soziologe Horst W. Opaschowski sieht in der Tendenz zu extremen Mutproben und Extremsportarten ein „Zeitphänomen“ und Indiz für eine sich in der übersicherten Gesellschaft zunehmend langweilende Jugend. Extremsportler wie Iris Hadbawnik bekennen offen ihre Faszination am überdimensionierten Wagnis und Extremsport, weil sie ihr Leben bereichern.

## Erscheinungsformen

### Tollkühnheit in Freizeit und Sport
Die sozialen Netzwerke bieten heute mit ihrer Internetverbreitung schon Kindern und Jugendlichen die Möglichkeit, sich mit sogenannten Selfies im Selbstporträt als tollkühne Helden zu präsentieren: So posieren sie in hoch riskanten Momentaufnahmen auf den Gleisen vor einem heranrasenden Zug, auf einem ausgesetzten Brückengeländer oder am Rand der 604 Meter senkrecht in den Lysefjord abfallenden Felsplatte des Preikestolen in Norwegen.
In den Flugsportarten haben sich sogenannte Akromanöver etabliert, die dem Piloten wie den Fluggeräten das Äußerste abverlangen, wie etwa das sogenannte „Tumbling“ in der Gleitschirmakrobatik, bei dem der Pilot nicht nur mit einem klassischen Looping über den Schirm hinwegfliegt. Der Schirm wird vielmehr nach einem entsprechenden Energieaufbau, etwa durch hohe „Wingover“, unter dem Piloten hindurchgeschleudert. Dabei wurden Körperbelastungen bis zu 7,5 g gemessen. Bei einem Rekordversuch wurden nach einem Hubschrauberabsprung aus 5800 Metern Höhe insgesamt 568 Tumbling-Überschläge erreicht.

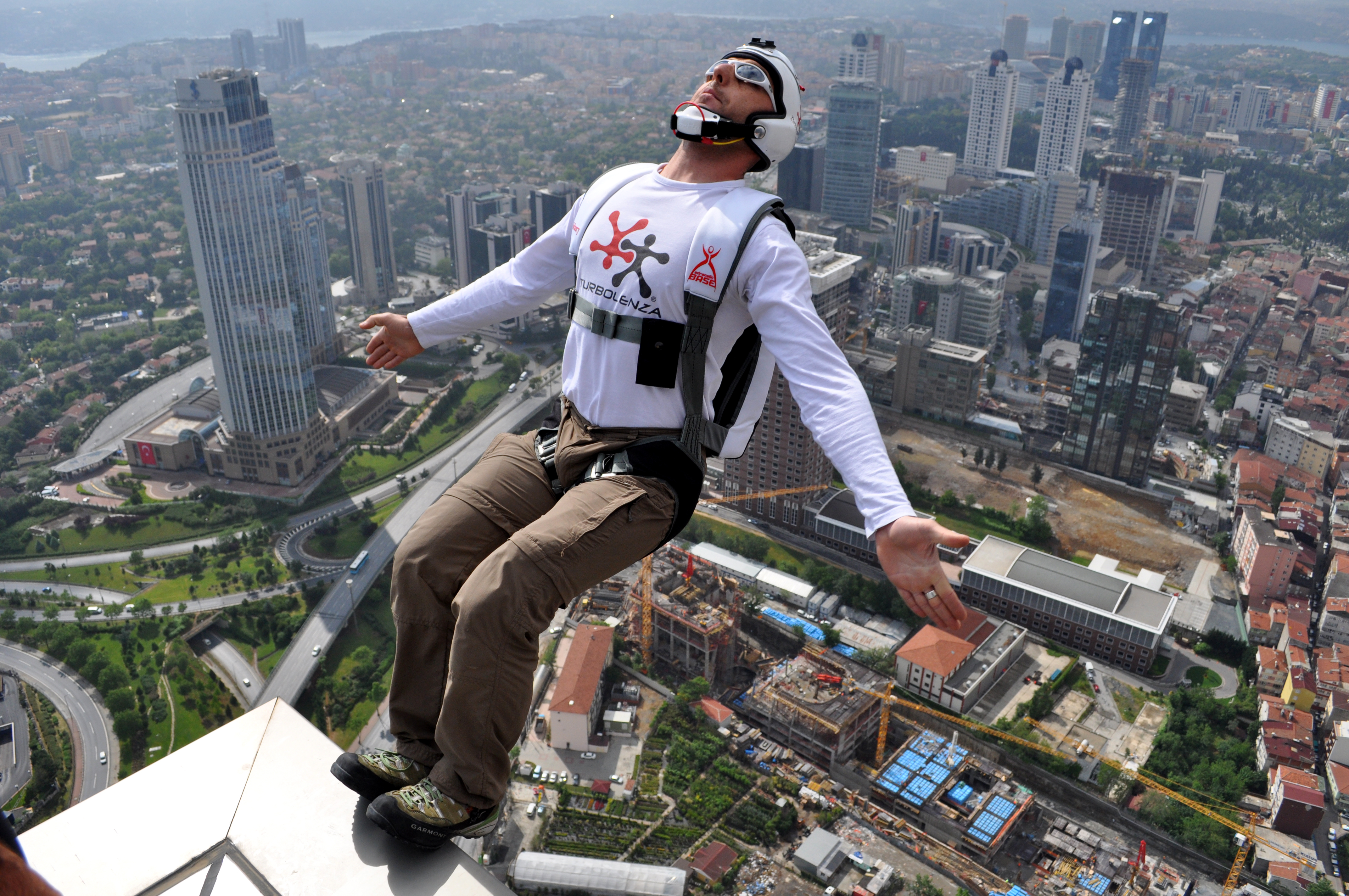
Base-Jump von einem Turm in Istanbul

Aus dem Fallschirmsport hat sich als extreme Variante das Base-Jumping entwickelt, bei dem von Brücken, Hochhäusern, Türmen oder von Felswänden gesprungen wird. Zwischen 1981 und 2015 starben 253 Personen an den Folgen solch eines sogenannten „Objektsprungs“. In dem bei Basejumpern sehr beliebten Lauterbrunnental in der Schweiz werden pro Saison zwischen 15.000 und 20.000 Absprünge gezählt.
Eine Sonderform des Base-Jumping ist das Fliegen mit Flügelanzügen, sogenannten Wingsuits. Der Objektspringer trägt dabei meist keinen Reservefallschirm, da dieser im Notfall ohnehin nicht rechtzeitig rettend wirken könnte. Charakteristisch für die extremsten Sportarten wie Freeclimbing oder Wingsuitfliegen ist, dass sie nahezu keinen Fehler erlauben und stark von nicht kalkulierbaren Risiken wie Felsbeschaffenheit, Windströmungen oder Wetter abhängig sind.
Als tollkühn kann zweifellos auch der Stratosphärensprung des österreichischen Extremsportlers Felix Baumgartner vom 14. Oktober 2012 aus einem Heliumballon gelten, bei dem er aus 38.969 Metern Höhe im freien Fall von 36.402,6 Metern eine Geschwindigkeit von 1357,6 km/h erreichte und dabei in einem Druckanzug die Schallmauer durchbrach. Dabei verlor er über einen Zeitraum von mehr als 40 Sekunden die Kontrolle über seine Flugposition. Obgleich seitens der Sponsoren auch wissenschaftliche Argumente für das gewagte Experiment ins Feld geführt wurden, dürfte das Hauptinteresse, vor allem des Akteurs, am Erreichen von vier geplanten sportlichen und aeronautischen Weltrekorden und ein entsprechender Marketingeffekt gewesen sein.

### Tollkühnheit als Beruf

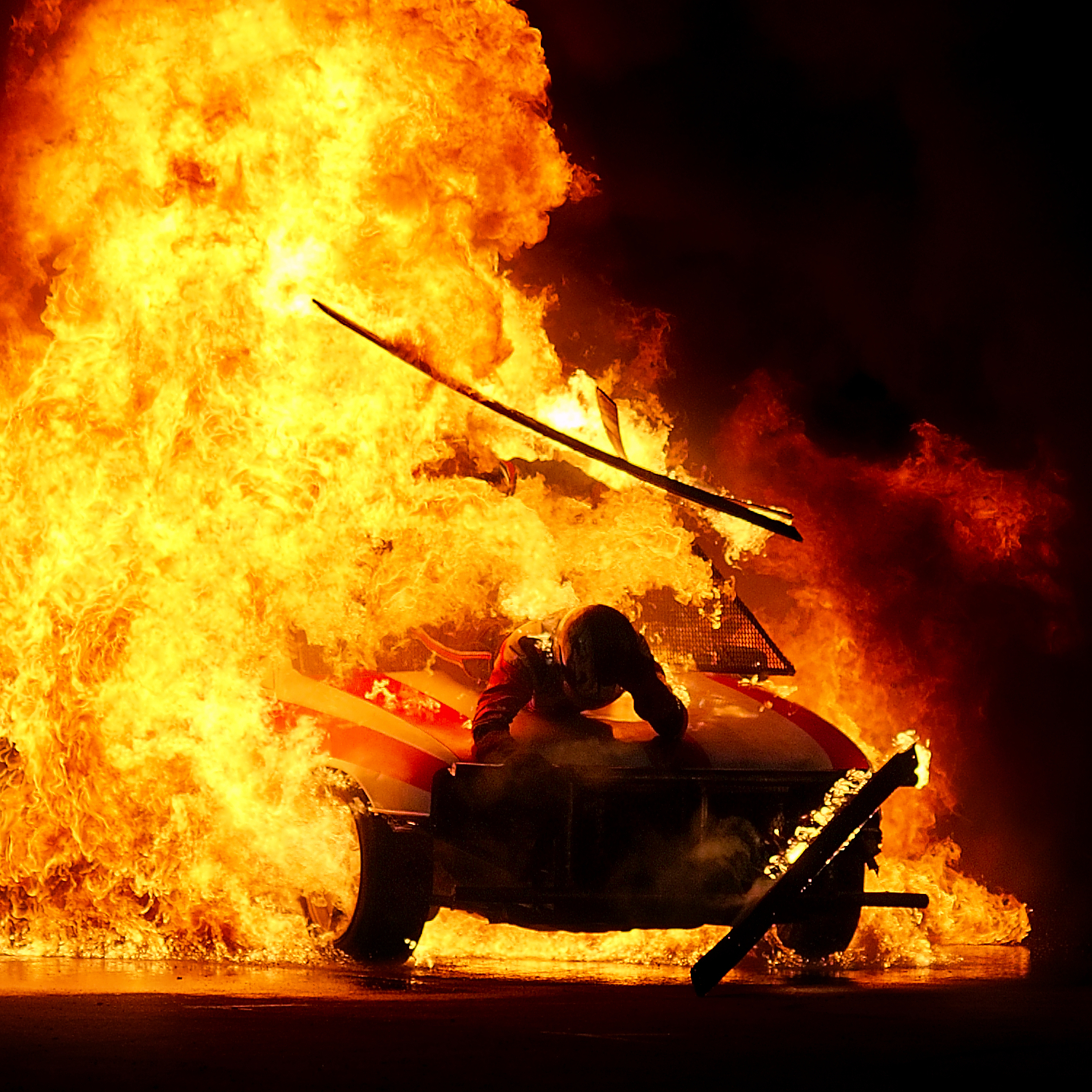
Hoch riskante Stuntszene

Hochseilakrobaten, Luftakrobaten, Stuntmen oder Stuntwomen haben ihre Bereitschaft und Fähigkeit zur Tollkühnheit zu ihrem Beruf gemacht. Das Wort Stunt kommt aus dem Englischen und bedeutet „besonders geschicktes bzw. gewagtes Kunststück“. Sie erfüllen damit in der Unterhaltungsbranche ein Bedürfnis sensationshungriger Zuschauermassen und entlasten mit ihrer Professionalität das Gefährdungspotenzial von Schauspielern in Actionfilmen. Auch um den Marktwert für Sponsoren zu steigern und sich gegen die Konkurrenz durchzusetzen, besteht dabei eine Tendenz zu immer waghalsigeren Kunststücken:

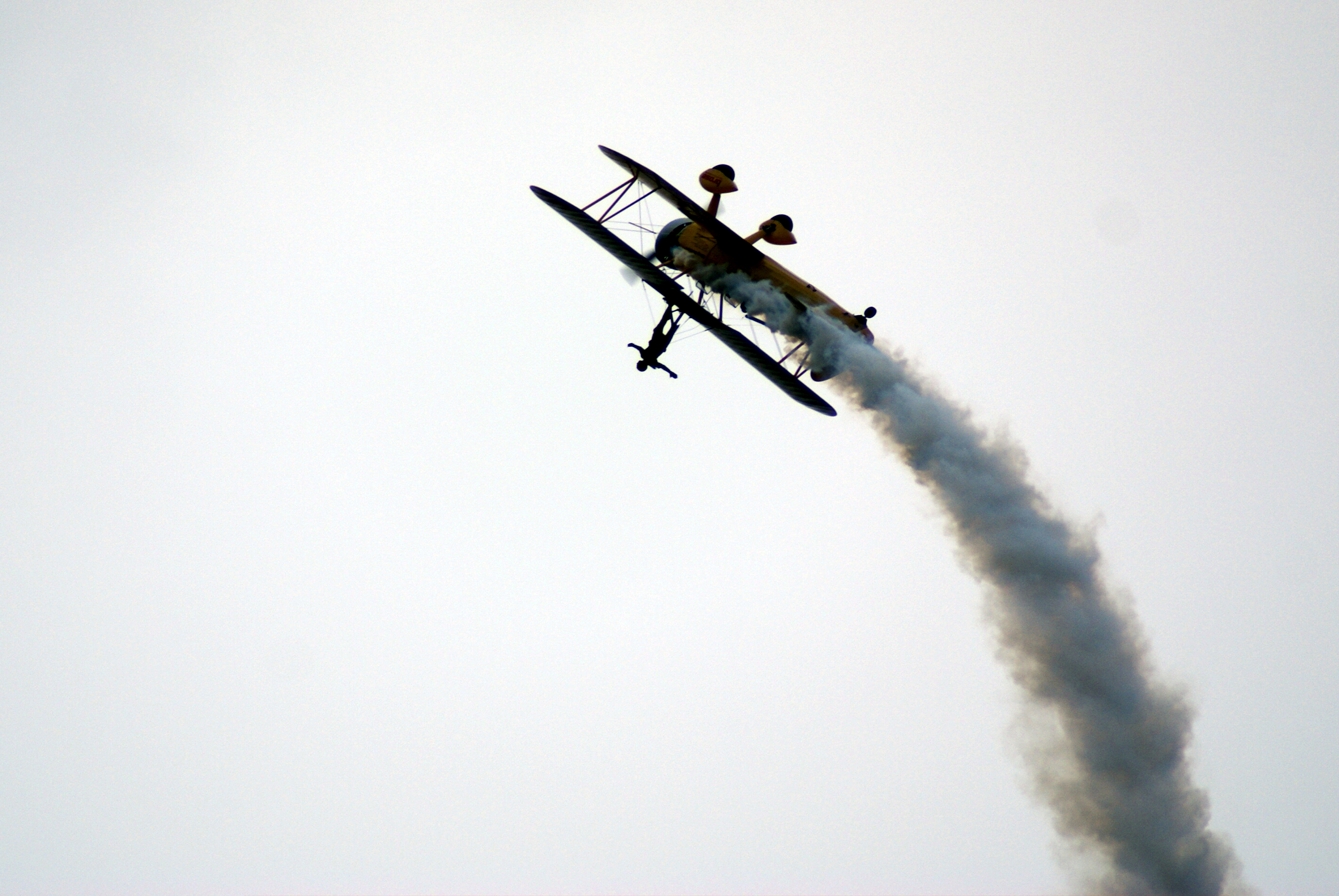
Wingwalking kombiniert mit Kunstflug

Als Barnstormer bezeichnete fliegende Schausteller zogen mit ihren kunstflugtauglichen Doppeldeckern in den 1920er Jahren durch die USA. Sie boten ihren Zuschauern eine exzentrische Luftakrobatik, die immer spektakulärer wurde und sich nicht mehr allein auf das bloße Wingwalking (deutsch Tragflächenspaziergang), das Bewegen auf den Flugzeugtragflächen, beschränkte. So wurde u. a. der Umstieg von einem fahrenden Auto auf ein Flugzeug oder Schiff und der Sprung von Flugzeug zu Flugzeug vorgeführt. Es wurde auf den Tragflächen Tennis gespielt (siehe Weblink). Da es bei diesen Stunts häufig zu Todesfällen kam, sah sich die zivile amerikanische Luftfahrtbehörde 1936 schließlich gezwungen, Wingwalking unterhalb 1500 ft zu verbieten. Da die Wingwalker oberhalb dieser Höhe aber nicht mehr zu erkennen waren, erlosch das Interesse an dieser Akrobatik zunächst. Sie lebte aber mit den modernen Airshows und teilweise verheerenden Massenunfällen wie bei der Ramstein-Flugschau vom 28. August 1988, bei der es 70 Todesopfer und fast tausend Verletzte gab, wieder auf.

### Tollkühnheit im Krieg
Der Heerführer Alexander von Makedonien wagte es, mit einer Armee aus nur 35.000 Makedonen und Griechen die damals größte Territorialmacht der Erde, das Weltreich des Perserkönigs Dareios III., anzugreifen. Er zeichnete sich dabei außer als genialer Stratege auch als ein tollkühner Krieger aus, der sich bis ins Zentrum der persischen Übermacht vorkämpfte, um seinen Hauptgegner, den Perserkönig, persönlich zu stellen. Seine flexible Kriegstaktik widersprach immer wieder der gängigen Militärdoktrin und überrumpelte den Gegner. In der berühmten Schlacht bei Issos (333 v. Chr.) trieb er mit seiner Angriffsstärke den zahlenmäßig drei- bis vierfach überlegenen Feind zur Flucht. Die Bewunderung für seine militärischen Erfolge trugen ihm schließlich den Namenszusatz „der Große“ ein. Aufgrund seiner u. a. von den römischen Philosophen wie Cicero oder Seneca und Historikern wie Livius oder Orosius beschriebenen Maßlosigkeit hinterließ Alexander der Nachwelt bis heute von sich ein zwiespältiges Charakterbild.
Auch der römische Feldherr Caesar war sich bewusst (“iacta alea est” (deutsch: „gefallen ist der Würfel“)), dass er mit der tollkühnen Überschreitung des Grenzflusses Rubikon mit seinem römischen Heer eine rote Linie passierte, die einen Bürgerkrieg entfesselte und er nach dem Prinzip „Alles oder Nichts“ damit seine militärische Karriere und sein Leben aufs Spiel setzte. Mit seiner Ambition zum Alleinherrscher forderte er die demokratisch gesinnten Senatoren Roms heraus, was er mit seiner Ermordung im Jahre 44 v. Chr. bezahlen musste. Die militärischen und politischen Erfolge machten den Namen „Cäsar“ jedoch nicht nur zum Bestandteil der Titel aller nachfolgenden römischen Herrscher, sondern auch zum Namensgeber für die Kaiserreiche bis in die Neuzeit und zum angestrebten Herrschertitel für Potentaten in aller Welt (Kaiser, Zar etc.). Caesars Nachruhm bleibt jedoch nach der modernen Genozid-Forschung vom Vorwurf des Völkermords belastet, nachdem er entsprechend eigenen Angaben im Jahre 55 v. Chr. 430.000 Menschen der führerlosen Germanenstämme der Usipeter und Tenkterer, die sich bereits ergeben hatten, brutal hinmetzeln ließ.
Bei Kommandounternehmen in modernen Kriegen, die mit einem hohen Todesrisiko verbunden sind, aber große Karrieresprünge und hohe Auszeichnungen versprechen, wird in der Regel auf Freiwillige und gleichzeitig professionell ausgebildete Elitesoldaten zurückgegriffen. Diese müssen zu ihrer extremen Kampf- und Leidensbereitschaft auch über einen hohen Grad an Selbstbeherrschung und Intelligenz verfügen. Sie rekrutieren sich in der Regel aus militärischen Spezialeinheiten wie etwa dem deutschen Kommando Spezialkräfte (KSK) oder dem britischen Special Air Service (SAS). In der Öffentlichkeit gelten sie oft als Geheimnisumwitterte Elitekämpfer.

### Tollkühnheit im Geist der Wissenschaft
Dem Mut und der Wagnisbereitschaft von Extremsportlern sind teilweise auch bedeutende Fortschritte der Menschheit zu verdanken:

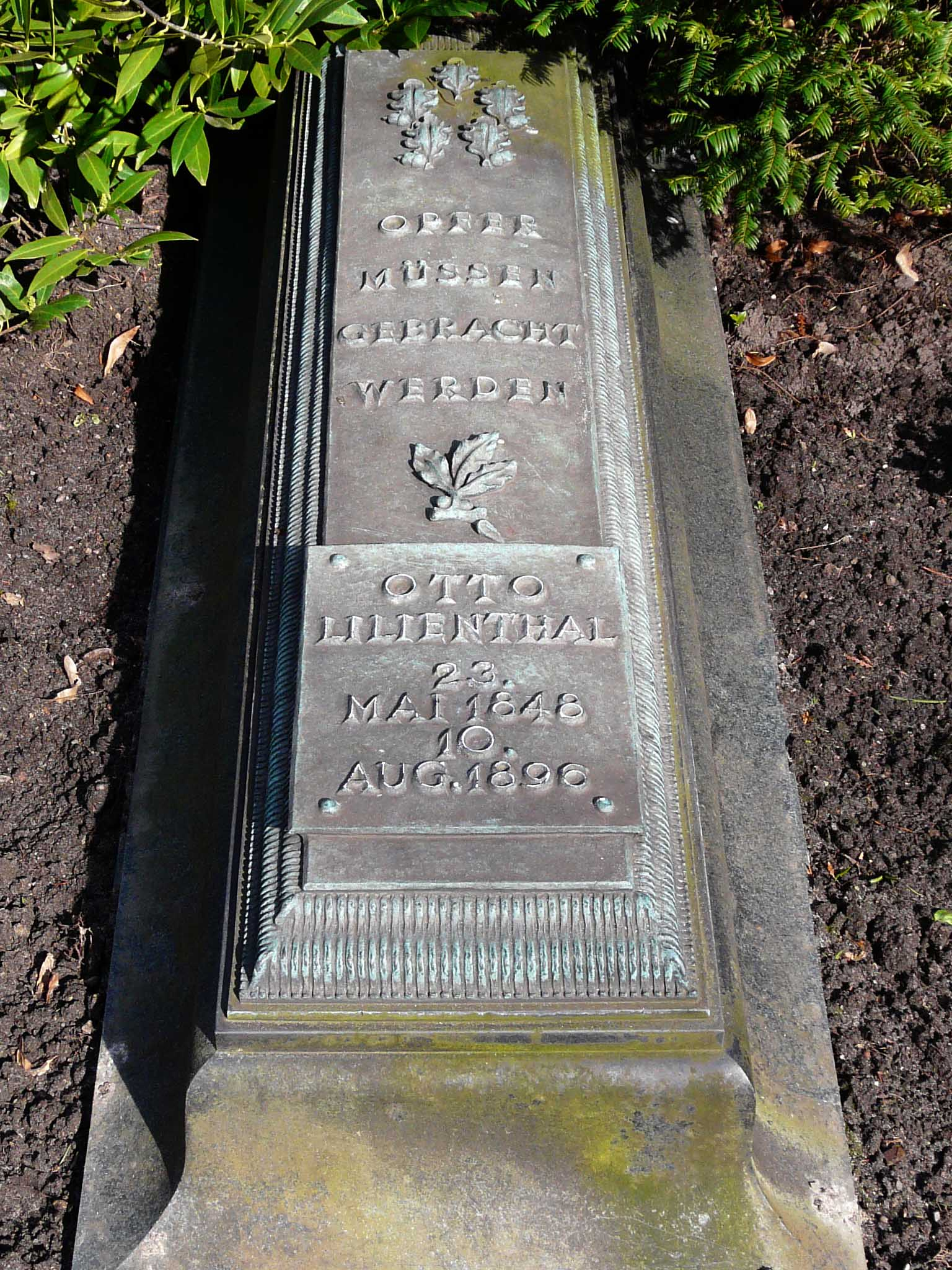
Ehrengrab von Otto Lilienthal mit der Aufschrift: "Opfer müssen gebracht werden"

So wurde der Unternehmer und Forscher Otto Lilienthal mit seinen bahnbrechenden Flugversuchen mit selbst gefertigten Flugapparaten zum Pionier des Fliegens. Er bewies, dass sich der Mensch entgegen der damaligen allgemeinen Vorstellung mit geeigneten Fluggeräten in der Luft bewegen und das Fliegen erlernen und praktizieren kann. Allerdings musste er seine tollkühne Idee vom Menschenflug nach vielen tausend kurzer Gleitflüge mit einem frühen Unfalltod am 9. August 1896 bezahlen. Die Aufschrift auf seinem Grabstein gibt seine Lebenseinstellung wieder: Opfer müssen gebracht werden.

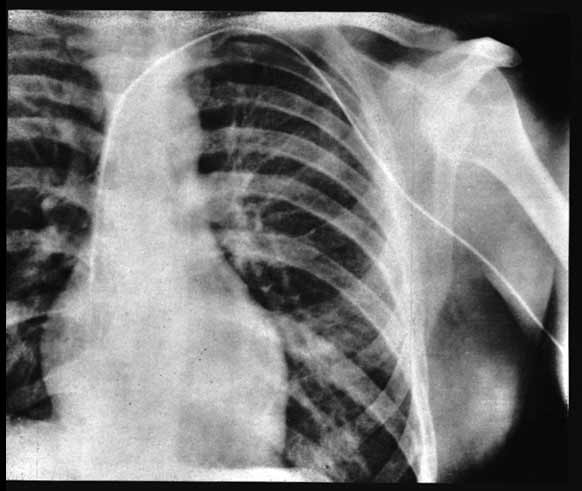
Röntgenaufnahme der Herzkatheteruntersuchung von Werner Forßmann 1929

Im Jahre 1929 setzte der deutsche Arzt Werner Forßmann einen Meilenstein in der Herzchirurgie und Medizingeschichte, indem er sich in einem hoch gefährlichen Selbstversuch unter Lokalanästhesie und Assistenz einer Krankenschwester eigenhändig einen Katheter über die linke Armvene bis in den Vorhof des eigenen Herzens führte, was er über einen vorgehaltenen Spiegel hinter einem Durchleuchtungsschirm selbst kontrollierte. Er wurde damit zum Pionier der heute allenthalben praktizierten Methode der Herzkatheterisierung. Der von seinen Fachkollegen als wahnwitzig erachtete Selbstversuch wurde nach der allgemeinen Erkenntnis der Bedeutung für den medizinischen Fortschritt 1956 mit dem Nobelpreis geehrt.
Testpiloten sind besonders erfahrene und geschulte Piloten, die sich mit einer extremen Wagnisbereitschaft berufsmäßig zur Erprobung noch im Forschungsstadium befindlicher Fluggeräte zur Verfügung stellen. Die von ihnen geflogenen Prototypen neuer Gleitschirme, Hängegleiter oder Motorflugzeuge werden in Extremsituationen gebracht, um technische Schwächen zu entdecken und sie für den allgemeinen Sport und die Luftfahrt sicherer zu machen. Dabei bewegen sich die Piloten ständig in Grenzbereichen, in denen Sicherheit nicht garantiert ist. Der Astronaut Neil Armstrong krönte seine Karriere als Testpilot erfolgreich mit der Mission, als erster Mensch den Mond zu betreten.

### Tollkühnheit zur Lebensrettung
Tollkühne Einsätze zur Rettung von akut gefährdeten Menschenleben gelten unbestritten als ethisch besonders hochwertige menschliche Leistungen, weil hier die Rücksicht auf das eigene Leben und die eigene Gesundheit zugunsten Hilfsbedürftiger anderer zurückgestellt wird.
Der britische Polarforscher Ernest Henry Shackleton erhielt eine weltweite Bekanntheit und Anerkennung durch seine übermenschliche Rettungsleistung in der Antarktis: Nach der gescheiterten Expedition zum Südpol und dem Verlust seines Schiffes Endurance standen ihm und seiner Mannschaft im November 1915 weitab jeder menschlichen Kontaktmöglichkeit, im Meereis des unendlichen Kontinents gefangen, der nahezu sichere Tod bevor. Es gelang ihm jedoch, mit fünf ausgewählten Begleitern in einem winzigen Boot in wochenlanger Fahrt durch den sturmgepeitschten Südatlantik die Insel Südgeorgien zu erreichen und von dort die Rettung aller 22 auf Elephant Island zurückgelassenen Kameraden erfolgreich zu organisieren.
Mit der sogenannten Operation Entebbe, einer militärischen Befreiungsaktion in der Nacht zum 4. Juli 1976 auf dem Flughafen von Entebbe in Uganda, beendeten israelische Elitesoldaten die einwöchige Entführung eines Passagierflugzeugs der Air France durch palästinensische und deutsche Terroristen. Die als Geiseln gehaltenen, vor allem israelischen 105 Flugzeuginsassen mussten mit ihrer Ermordung durch die Terroristen rechnen. Die schwierige, hoch riskante Aktion war generalstabsmäßig vorbereitet. Dennoch war die neunzig minütige Blitzaktion von Unwägbarkeiten geprägt, die kaum Fehler zuließen. Der Leiter des Kommandos, drei Geiseln, die sechs Terroristen und zwanzig ugandische Soldaten kamen bei der Aktion ums Leben. Im Nachklang wurde die humanitär begründete Operation von verschiedenen Völkerrechtlern unter formaljuristischen Aspekten stark kritisiert. Andererseits begrüßte man die Bewahrung der Politik vor internationalen Komplikationen bei einer Freilassung der inhaftierten Schwerstkriminellen. Die Zeitschrift Der Spiegel resumierte: 

„Denn weder innenpolitisch noch vor der Weltöffentlichkeit könnten es sich gerade die Deutschen mit ihrer Vergangenheit leisten, wieder Mitverantwortung für Mord an Juden zu tragen.“

Am 18. Oktober 1977 stand für die deutsche Regierung eine ähnliche Entscheidung im Rampenlicht der Weltöffentlichkeit an: Seit dem 13. Oktober 1977 war eine (Boeing 737-200 der Lufthansa) mit 87 Flugzeuginsassen durch vier palästinensische Terroristen auf einer Irrfahrt durch mehrere Länder nach Mogadischu in Somalia entführt worden, um inhaftierte Gesinnungsgenossen in Deutschland und der Türkei freizupressen. In dem fast eine Woche andauernden Martyrium waren die Passagiere und Crewmitglieder einer riskanten Landung wegen Spritmangels, den psychischen Qualen der ständigen Lebensbedrohung und der physischen Tortur der in der Gluthitze des Äquators aufgeheizten Maschine ausgesetzt. In einem beispiellos präzisen, tollkühnen, siebenminütigen nächtlichen Eingriff wurden die Geiseln des Flugzeugs Landshut schließlich von der Spezialeinheit GSG 9 der Bundespolizei ohne eigene Verluste befreit.

## Ethische Bewertung
Die Tollkühnheit wurde schon in der griechischen Antike von Aristoteles, dem Lehrer Alexanders des Großen, als exzessive Erscheinungsform verstanden und als extremer Kontrastpunkt zur ebenso extremen Eigenart der Feigheit eingeordnet. Wohl auch im Blick auf seinen militärisch hoch wagnisbereiten Schüler bemerkt er in seiner staatspolitischen Schrift Die politischen Dinge: „Tapferkeit in Verbindung mit Macht führt zu Tollkühnheit.“ Beide entfernen sich nach Aristoteles von der ausgewogenen Tugend ἀνδρεία andreia, die sich als „Mannhaftigkeit“, „Tüchtigkeit“ übersetzen lässt. In seiner Mesoteslehre (altgriechisch μεσότης ‚Mitte‘), vor allem in seinem Werk Nikomachische Ethik, wird sie ausführlich dargestellt und ethisch eingeordnet, Für die Beurteilung des Maßes ist nach Aristoteles die Verstandestugend Klugheit (phronêsis) zuständig. Noch in demselben Werk schwächt Aristoteles allerdings seine normative These insofern ab, als er den Extremformen lediglich eine gewisse „Fehlerhaftigkeit“ zuordnet: 

«Τῶν γὰρ ἄκρων τὸ μέν ἐστιν ἁμαρτωλότερον τὸ δ᾽ ἧττον•»

„Denn von den Extremen ist das eine mehr, das andere weniger fehlerhaft.“

In antiker und christlicher Tradition stehend, zeigen sich auch die zentralen Figuren der Heldendichtung des Hochmittelalters bereits dem Ideal des Maßhaltens (der mâze) angenähert, das Mut und Kühnheit nur im Rahmen des ritterlichen Ehrenkodex als sinnvoll erachtete.
In der heutigen Öffentlichkeit erfährt die Charaktereigenart Tollkühnheit keine einheitliche Beurteilung. Aufgrund der ausgedehnten Medienberichterstattung von spektakulären Unfällen wird der Tollkühne oft als kopfloser Draufgänger gesehen, der das Gefahrenpotenzial seiner Aktionen ignoriert und von Geltungssucht getrieben wird. Der Soziologe Horst W. Opaschowski glaubt in der stetigen Zunahme und Steigerung risikobehafteter Sportarten zerstörerische Momente zu erkennen, geboren aus Überdruss an übermäßigen gesellschaftlich veranlassten Sicherheiten. Der Erlebnispädagoge Ferdinand Bitz versteht das Phänomen in ähnlicher Weise als unbefriedigtes Bedürfnis nach Spannung, Wagnis und Abenteuer. Aktionen wie das auch noch gefilmte Unterfliegen einer Seilbahn durch einen Militärjet mit Dutzenden Toten, Selbstaufnahmen von Jugendlichen in riskanten ausgesetzten Situationen oder das in Ferienorten beliebte Balconing scheinen diese Einschätzungen zu bestätigen. Der Wagnisforscher Siegbert A. Warwitz weist jedoch darauf hin, dass den verwerflichen Formen von „Spiel mit dem Leben“, die zu Recht weithin auf harsche Ablehnung stoßen, auf der anderen Seite spektakuläre Befreiungsaktionen von Geiseln stehen und heldenhafte Rettungstaten von Kindern und Alten aus bereits zusammenstürzenden brennenden Häusern, die nicht nur Mut, sondern wegen der extremen Gefahrenlage ebenfalls Tollkühnheit erfordern. Sie werden ihrerseits als ehrenvoll geachtet und hoch bewundert. Die Divergenzen zwischen menschenverachtender und humanitär motivierter Tollkühnheit erklärt Warwitz damit, dass sich die philobatische menschliche Charaktereigenschaft, anders als Balint, der sie als krankhaft einstufte, noch meinte, als solche zunächst einer ethischen Wertung entzieht: Eine tollkühne Tat kann Schaden anrichten, aber auch Gutes bewirken. Sie kann sich als „nichtsnutziges Tun“, darstellen, aber auch hochwertige Leistungen hervorbringen. Dies schreibt er dem Umstand zu, dass es sich bei der Tollkühnheit zunächst nur um eine außerordentliche, Aufsehen erregende, aber wertneutrale, lediglich formale Charaktereigenschaft handele, die ihre Sinnhaftigkeit und Akzeptanz erst durch eine inhaltliche Wertorientierung erhält. Die wertneutrale, formale Fähigkeit rechtfertigt und bewertet sich nach Warwitz erst über ihren Sinngehalt. Die extreme, das Normale und Maßvolle übersteigende Tat gewinnt nach seiner Auffassung sogar noch an Wert, wenn sie nicht nur spontan und einmalig erfolgt, sondern aus einer Grundeinstellung zu helfen erwächst, wenn sie systematisch Kompetenzen aufgebaut hat und reflektiert zu möglichen eigenen Opfern bereit ist. Insofern stellt die heutige Wagnisforschung die aristotelische Lehre von der „Tugend der Mitte“ (Mesótes) zwar nicht infrage, relativiert sie aber. Sie besagt, dass in extremen Situationen auch extreme Charaktereigenschaften und Handlungen gefragt sein können und entsprechend ethisch hoch zu bewerten sind. In solchen Situationen können die alten Begriffe „Heldenmut“ und „bewundernswerte Heldenhaftigkeit“ für die Akteure noch einen Sinn ergeben. Ein Held ist nach Warwitz auch im historischen Begriffsverständnis, wie er sich etwa in der Heldendichtung und den Heldensagen der Völker niedergeschlagen hat, mehr als ein nur mutiger Mensch. Die positive Bewertung der Tollkühnheit deutet sich bereits früh auch in einer Sentenz an, die der Geschichtsschreiber, Dichter und Philosoph Niccolò Machiavelli (1469–1527) schon in seiner 1521 verfassten Schrift Geschichte von Florenz („Istorie fiorentine“) formulierte: „Wo die Not drängt, da wird Tollkühnheit zur Klugheit.“ Machiavelli folgt damit der Tradition des sogenannten Renaissance-Humanismus.

## Zitate
„Tapferkeit in Verbindung mit Macht führt zu Tollkühnheit“

«Τῶν γὰρ ἄκρων τὸ μέν ἐστιν ἁμαρτωλότερον τὸ δ᾽ ἧττον»

„Denn von den Extremen ist das eine mehr, das andere weniger fehlerhaft.“

„Wer alles flieht und fürchtet und nirgends standhält, wird feige, wer aber nichts fürchtet und auf alles losgeht, wird tollkühn“

„Wo die Not drängt, da wird Tollkühnheit zur Klugheit.“